# Österreichischer Verband für Kraftdreikampf
Der Österreichische Verband für Kraftdreikampf (ÖVK) wurde im Jahre 1983 gegründet. Er umfasst 56 Vereine mit knapp 3.500 Mitgliedern und ist als einziger Kraftdreikampf-Verband Österreichs von der Österreichischen Bundes-Sportorganisation anerkannt.